# Вагинг-ам-Зе
Вагинг-ам-Зе (нем. Waging am See) — община в Германии, в земле Бавария.
Подчиняется административному округу Верхняя Бавария. Входит в состав района Траунштайн. Население составляет 6409 человек (на 31 декабря 2010 года). Занимает площадь 48,86 км².